# Västergötlands runinskrifter 99
Västergötlands runinskrifter 99 är en nu försvunnen medeltida runristad gravhäll som legat på Värsås kyrkogård vid Värsås kyrka, Värsås socken och Skövde kommun. Stenens mått är 1 gånger 0,60 meter. Den har varit försvunnen åtminstone sedan 1781.

## Inskriften
Translitterering av runraden:
[hnr : ligr : þaranþ · min]
Normalisering till äldre fornsvenska:
Her liggʀ Þrandr minn.
Översättning till nusvenska:
Här ligger min Trand.